# Ewigkeitsklausel

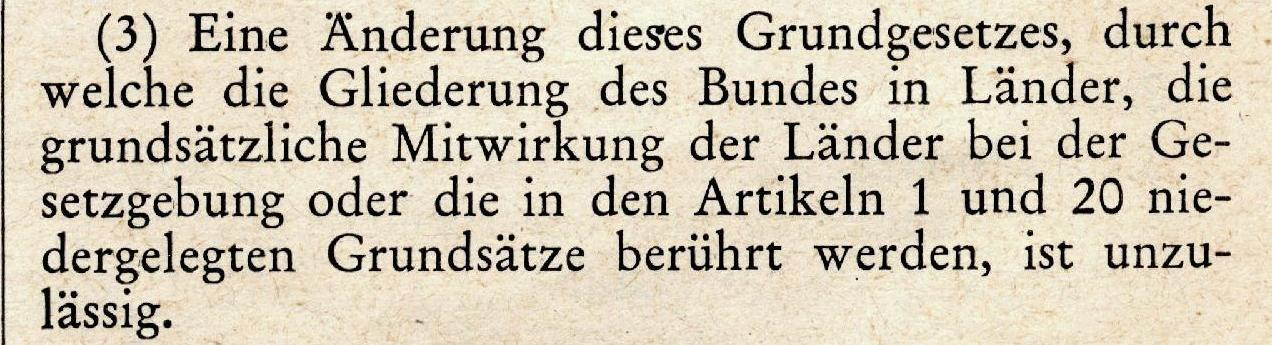
Artikel 79 Absatz 3 des Grundgesetzes für die Bundesrepublik Deutschland aus der ersten Ausgabe des Bundesgesetzblatts vom 23. Mai 1949

Die Ewigkeitsklausel oder Ewigkeitsgarantie (auch Ewigkeitsentscheidung) ist im Rahmen der Bundesgesetzgebung Deutschlands eine Regelung in Art. 79 Abs. 3 Grundgesetz (GG), die eine Bestandsgarantie für verfassungspolitische Grundsatzentscheidungen enthält. Der Kern der Grundrechte, die demokratischen und sozialstaatlichen Grundgedanken, sowie die republikanisch-parlamentarische Staatsform dürfen auch im Wege einer Verfassungsänderung nicht angetastet werden. Ebenso wenig dürfen die föderalistische Gliederung des Bundes in Länder und die grundsätzliche Mitwirkung der Länder bei der Gesetzgebung berührt werden. Auf dieselbe Weise sind auch die Menschenwürde und die Gesamtstruktur der Bundesrepublik Deutschland als die eines demokratischen, föderalen und sozialen Rechtsstaats geschützt.
Artikel 79 Absatz 3 GG lautet:
Mit dieser Regelung wollte der Parlamentarische Rat den Erfahrungen aus der Zeit des Nationalsozialismus, namentlich dem Ermächtigungsgesetz vom 24. März 1933, begegnen und naturrechtliche Grundsätze in Form der Menschenwürde (vgl. Artikel 1 des Grundgesetzes für die Bundesrepublik Deutschland) sowie der Strukturprinzipien in Artikel 20 GG (Republik, Demokratie, Bundesstaat, Rechtsstaat und Sozialstaat) mit einer zusätzlichen Sicherung versehen.
Für den Bestand und die Wirksamkeit der Ewigkeitsklausel ist zu unterscheiden zwischen dem Verfassungsgeber als dem pouvoir constituant und dem verfassungsändernden Gesetzgeber als verfasster Staatsgewalt, der zu den pouvoirs constitués gehört. Zwischen beiden besteht ein Rangverhältnis: Als verfasstes Staatsorgan ist der verfassungsändernde Gesetzgeber der Verfassung untergeordnet. Er hat seine Kompetenz aufgrund der Verfassung und nur im Rahmen der Verfassung. Gemäß Art. 20 Abs. 3 GG ist die Gesetzgebung daher an die verfassungsmäßige Ordnung gebunden. Daraus ergibt sich eine Normenhierarchie zwischen dem Verfassungsrecht und einem die Verfassung ändernden Parlamentsgesetz.
Nach heute herrschender Meinung kann die Ewigkeitsklausel durch den verfassungsändernden Gesetzgeber nicht aufgehoben werden. Mit der Normierung einer Unabänderbarkeitsklausel wird implizit vorausgesetzt, dass diese Klausel selbst ebenfalls unabänderbar ist. Wenn man die Ewigkeitsklausel ändern oder streichen könnte, wäre sie sinnlos.
Die in der Ewigkeitsklausel geschützten Regelungen gehen über die Definition der freiheitlichen demokratischen Grundordnung hinaus, die nur die Menschenwürde, das Demokratie- und das Rechtsstaatsprinzip beinhaltet.

## Umfang
Nach dem Bundesverfassungsgericht „ist Art. 79 Abs. 3 GG nicht auf einen umfassenden Bestandsschutz aller konkret verwirklichten Ausprägungen der genannten Prinzipien, sondern nur auf die Wahrung der Kernelemente der dadurch etablierten verfassungsmäßigen Ordnung gerichtet“.
Betroffen hiervon sind
- die Gliederung des Bundes in Länder,
- die grundsätzliche Mitwirkung der Länder in der Gesetzgebung,
- die in den Artikeln 1 und 20 niedergelegten Grundsätze,
  - der Schutz der Menschenwürde (Art. 1 Abs. 1 GG),[6]
  - „das Bekenntnis zu unverletzlichen und unveräußerlichen Menschenrechten als Grundlage jeder menschlichen Gemeinschaft, des Friedens und der Gerechtigkeit“ (Art. 1 Abs. 2 GG),[6]
  - die Bindung der staatlichen Gewalt an die Grundrechte (Art. 1 Abs. 3 GG),
  - das Bundesstaatsprinzip (Art. 20 Abs. 1 GG),
  - die Staatsform der Republik (republikanisches Prinzip) (Art. 20 Abs. 1 GG),
  - das Sozialstaatsprinzip (Art. 20 Abs. 1 GG),
  - das Demokratieprinzip (Art. 20 Abs. 2 GG),
  - das Prinzip der Volkssouveränität (Art. 20 Abs. 2 Satz 1 GG),
  - die Gewaltenteilung (Art. 20 Abs. 2 Satz 2 GG),
  - die Bindung der Gesetzgebung an die Verfassung (Art. 20 Abs. 3 Hs. 1 GG),
  - die Bindung der Exekutive (ausführende Gewalt) und Judikative (Rechtsprechung) an die Verfassung und das sonstige Recht (Art. 20 Abs. 3 Hs. 2 GG).

Diese Grundprinzipien sind dem Zugriff parlamentarischer Mehrheiten entzogen. Weil über Streitfälle das Bundesverfassungsgericht entscheidet, steht dieses insoweit über dem Gesetzgeber.
Nach dem Wortlaut von Artikel 79 Absatz 3 GG können nur die in den Artikeln 1 und 20 GG niedergelegten Grundsätze nicht geändert werden. Der Schutz der Ewigkeitsklausel erstreckt sich grundsätzlich auch über Art. 1 GG in elementare Grundrechte, soweit es sich dabei um Konkretisierungen des Achtungsanspruchs der Menschenwürde handelt. In quantitativer Hinsicht ist dies im Detail strittig. So können zwar die Grundrechte durch den verfassungsändernden Gesetzgeber geändert werden, während einfache Gesetze den Anforderungen von Art. 19 Abs. 1 und 2 GG (sogenannte Wesensgehaltsgarantie) genügen müssen; jedoch ist strittig, ob der Kern eines Grundrechts mit dem ihm ebenfalls innewohnenden Menschenwürdegehalt deckungsgleich ist. Das Bundesverfassungsgericht hatte schon 1971 im Abhörurteil entschieden: „Art. 79 Abs. 3 GG verbietet eine prinzipielle Preisgabe der dort genannten Grundsätze, hindert jedoch nicht, durch verfassungsänderndes Gesetz auch elementare Verfassungsgrundsätze systemimmanent zu modifizieren.“ Im Urteil zum Großen Lauschangriff äußert sich das Bundesverfassungsgericht 2004 zu dem von der Ewigkeitsgarantie geschützten Kernbereich der Grundrechte: „In Verbindung mit der in Art. 1 Abs. 3 GG enthaltenen Verweisung auf die nachfolgenden Grundrechte sind deren Verbürgungen insoweit der Einschränkung durch den Gesetzgeber grundsätzlich entzogen, als sie zur Aufrechterhaltung einer dem Art. 1 Abs. 1 und 2 GG entsprechenden Ordnung unverzichtbar sind“. „Das Bundesverfassungsgericht hat das Recht des verfassungsändernden Gesetzgebers zu respektieren, einzelne Grundrechte zu ändern, einzuschränken oder sogar aufzuheben, sofern er die in Art. 1 und 20 GG niedergelegten Grundsätze nicht berührt.“ Bereits 1996 begründete das Bundesverfassungsgericht seine Entscheidung, dass die im Rahmen des Asylkompromisses getroffene Verfassungsänderung in Bezug auf sichere Drittstaaten nicht gegen die Ewigkeitsgarantie verstoße, damit, dass der deutsche Verfassungsgesetzgeber das Grundrecht auf Asyl sogar ganz abschaffen dürfe, da dieses Grundrecht nicht zum Gewährleistungsinhalt von Art. 1 Abs. 1 GG gehöre.

### Rechtsstaatlichkeit
Nicht eine einzelne Norm, sondern mehrere Bestimmungen des Grundgesetzes sollen garantieren, dass die Ausübung aller staatlichen Gewalt in der Bundesrepublik Deutschland umfassend an das Recht gebunden ist (Art. 20 Abs. 3 GG). In ihrer Gesamtheit machen diese Grundsätze die Rechtsstaatlichkeit Deutschlands aus. Es finden sich – mittelbar auch für seine Geltung in Art. 28 Abs. 1 Satz 1 GG – zwar an verschiedenen Stellen weitere Merkmale des Rechtsstaatsprinzips, zum Beispiel Art. 19 Abs. 4 GG, diese stehen jedoch nicht unter dem Schutz der Ewigkeitsklausel. Das ist allerdings strittig.

### Widerstandsrecht
Das in Art. 20 Abs. 4 Grundgesetz garantierte Widerstandsrecht der Staatsbürger fällt nicht unter diesen Schutz, da es erst später in Art. 20 GG eingefügt wurde. Diese Ansicht ist unter Verfassungsrechtlern heute kaum umstritten. Argumentiert wird im Wesentlichen, dass die Ewigkeitsklausel auch umgekehrt gelte und es nicht zulasse, eine Entscheidung des verfassungsändernden Gesetzgebers künftigen Änderungen zu entziehen, mag dies durch systematisches Hinzufügen zu Art. 20 GG oder durch ausdrückliche Unabänderlichkeitserklärung geschehen. Denn der verfassungsändernde Gesetzgeber dürfe nicht entscheiden, wo die Grenzen seiner Änderungsmacht liegen. Diese Festlegung des Verfassungsgebers sei einmalig und nachhaltig durch Art. 79 GG getroffen worden. Jedoch kann das Widerstandsrecht als Ausfluss der Volkssouveränität in Art. 20 Abs. 2 GG und der Menschenwürde angesehen werden.

## Rechtsfolgen
Kommt es doch zu einer solchen unzulässigen Verfassungsänderung, so entsteht verfassungswidriges Verfassungsrecht, das damit unwirksam ist.

## Selbstschutz der Ewigkeitsklausel
Dass Art. 79 Abs. 3 Grundgesetz ebenfalls den Schutz der Unabänderlichkeit genießt, wird allgemein angenommen, obwohl es nicht dem Wortlaut zu entnehmen ist. Die funktionale Interpretation spricht jedoch dafür, denn andernfalls würde die Schutzwirkung sinnlos werden, was nicht dem Zweck der Norm und der Zielsetzung des Verfassungsgebers entspräche. Neben einer immanenten Begründung werden für die Unabänderlichkeit der Ewigkeitsklausel auch überpositive Gründe vertreten.
Schon in einem Aufsatz aus dem Jahre 1952 hat der Verfassungsrechtler Theodor Maunz erkannt, was er als Gebot der „Normlogik“ bezeichnet hat: dass Art. 79 Abs. 3 GG seine Schutzwirkung nur erreichen kann, wenn die Unantastbarkeit, die er für bestimmte Verfassungsgrundsätze ausspricht, auch für ihn selbst gilt. Das bedeutet, dass auch die Begründung der Unantastbarkeit in Art. 79 Abs. 3 GG selbst der Ewigkeitsklausel unterliegt. Wenngleich Art. 79 Absatz 3 GG den Charakter einer prinzipiell abschließenden, zudem eng auszulegenden, Ausnahmevorschrift aufweist, wird mit dieser Interpretation über den Wortlaut hinaus sichergestellt, dass der Schutz des Absatz 3 nicht beseitigt und dann einer der Schutzgegenstände angetastet wird.

## Neue Verfassung
Beispielhaft herausgegriffen, verhindert die Ewigkeitsklausel eine nicht am Föderalismus orientierte Staatskonzeption. Zentralistisch oder parlamentarisch-monarchistisch organisierte Strukturen nach den Vorbildern Frankreichs oder Englands sind nicht möglich. Hierzu wäre eine neue Verfassung nötig, das Grundgesetz müsste rechtswirksam außer Kraft gesetzt werden. Die Ewigkeitsklausel verhindert damit nicht, dass sich das deutsche Volk eine das Grundgesetz ablösende Verfassung schaffen könnte, wenngleich diese Veränderungen mit sich brächte, die von ihr – dem Leitbild nach – verhindert werden sollten.
Die Möglichkeit, eine neue Verfassung zu schaffen, sieht Art. 146 Grundgesetz in der alten wie in der neuen Fassung – hiernach äußerstenfalls als Totalrevision des Grundgesetzes – vor. Einige Verfassungsrechtler haben allerdings angenommen, dass Art. 146 GG a. F. mit der deutschen Wiedervereinigung außer Kraft getreten sei und dass die neue Fassung unwirksam sei, soweit sie Änderungen betreffe, die nach Art. 79 Abs. 3 GG unzulässig sind. Horst Dreier stellte hierzu fest, dass die herrschende Meinung Art. 146 GG „zur absoluten Wirkungslosigkeit“ verurteilte, „indem ihm jeglicher eigenständiger Regelungsgehalt abgesprochen und Art. 79 Abs. 3 GG als in alle weitere Verfassungszukunft unantastbar angesehen wurde“. Dreier selbst widersprach dieser Annahme: „Das Grundgesetz treibt die Selbstverewigung des Art. 79 Abs. 3 GG nicht auf die Spitze, sondern kennt nach wie vor eine Alternative zu sich selbst und lässt den Weg zu einer neuen Verfassung offen.“ Das sei weder die „Zeitbombe im Verfassungsgehäuse“, wie Josef Isensee es nannte, noch ein bedrohlicher „Sprung ins Dunkle“, wie Peter Lerche es formulierte, sondern „kluge Selbstbeschneidung“ gewesen. Das Bundesverfassungsgericht sieht Art. 146 GG als wirksam an, hat aber ausdrücklich offengelassen, ob sogar die verfassungsgebende Gewalt an die in der Ewigkeitsklausel geschützten Grundsätze „schon wegen der Universalität von Würde, Freiheit und Gleichheit“ gebunden ist.

## Europäische Einigung
Die europäische Integration, die mit einer zunehmenden Verlagerung von Kompetenzen auf die Unionsebene einhergeht, tangiert die Bundes-, Rechts- und Sozialstaatlichkeit sowie die nationale Demokratie als Verfassungsprinzipien des Grundgesetzes. Den Inhalt der unantastbaren Verfassungsprinzipien hat das Bundesverfassungsgericht im Maastricht- und im Lissabon-Urteil näher definiert. Für die Begründung der Europäischen Union sowie für Änderungen ihrer vertraglichen Grundlagen und vergleichbare Regelungen, durch die das Grundgesetz seinem Inhalt nach geändert oder ergänzt wird oder solche Änderungen oder Ergänzungen ermöglicht werden, verweist Art. 23 Abs. 1 Satz 3 GG auch auf die Ewigkeitsklausel des Art. 79 Abs. 3 GG.
Die Grundsätze des Demokratiegebots nach Art. 20 Abs. 1 und 2 und Art. 79 Abs. 3 GG, die das Budgetrecht des Parlaments als zentrales Element der demokratischen Willensbildung garantieren, wurden mit den deutschen Zustimmungsgesetzen zum Vertrag über Stabilität, Koordinierung und Steuerung in der Wirtschafts- und Währungsunion (SKSV) und dem Vertrag zur Einrichtung des Europäischen Stabilitätsmechanismus (ESMV) in Frage gestellt; das Bundesverfassungsgericht hat sie jedoch als verfassungsgemäß gebilligt.